# Pratapgarh (stato)
Lo Stato di Pratapgarh fu uno stato principesco del subcontinente indiano, avente per capitale la città di Pratapgarh.

## Storia
Il maharana Kumbha resse Chittorgarh dal XIV secolo ma per via di una disputa con suo fratello minore Kshemkarn egli lo espulse dal suo territorio. La famiglia di Kshemkarn si rifugiò per qualche tempo ad Aravali nel Rajasthan del sud. Nel 1425 riuscì a fondare la città di Kanthal. Nel 1514 Rajkumar Surajmal divenne governante di Devgarh, riuscendo poi a mutare lo Stato nel successivo Pratapgarh, prendendo nome dalla capitale di Devgarh che venne così rinominata nel 1698.

## Governanti
I governanti del Pratapgarh appartenevano alla dinastia Sisodia dei Rajput.

### Maharawat
- 1775 -  1844 Sawant Singh
- 1844 -  1864 Dalpat Singh
- 1864 - 15 febbraio 1890 Udai Singh
- 1890 - 18 gennaio 1929 Raghunath Singh  (n. 1857 - m. 1929)
- 1929 - 15 agosto 1947 Ram Singh   (n. 1908 - m. 1949)[3]